# Aranmula kannadi

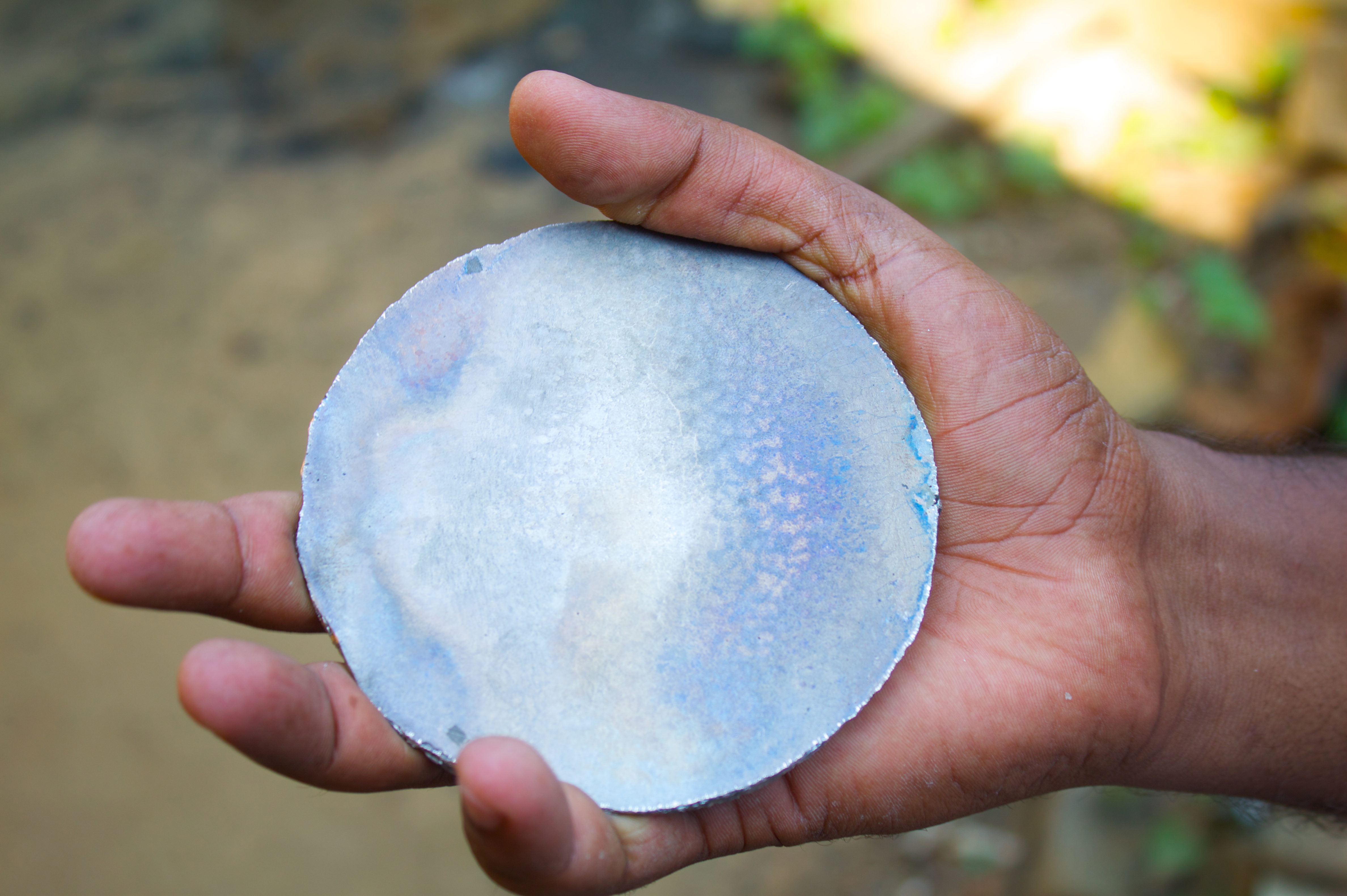
Trozo del metal utilizado en la fabricación de los espejos Aranmula kannadi.

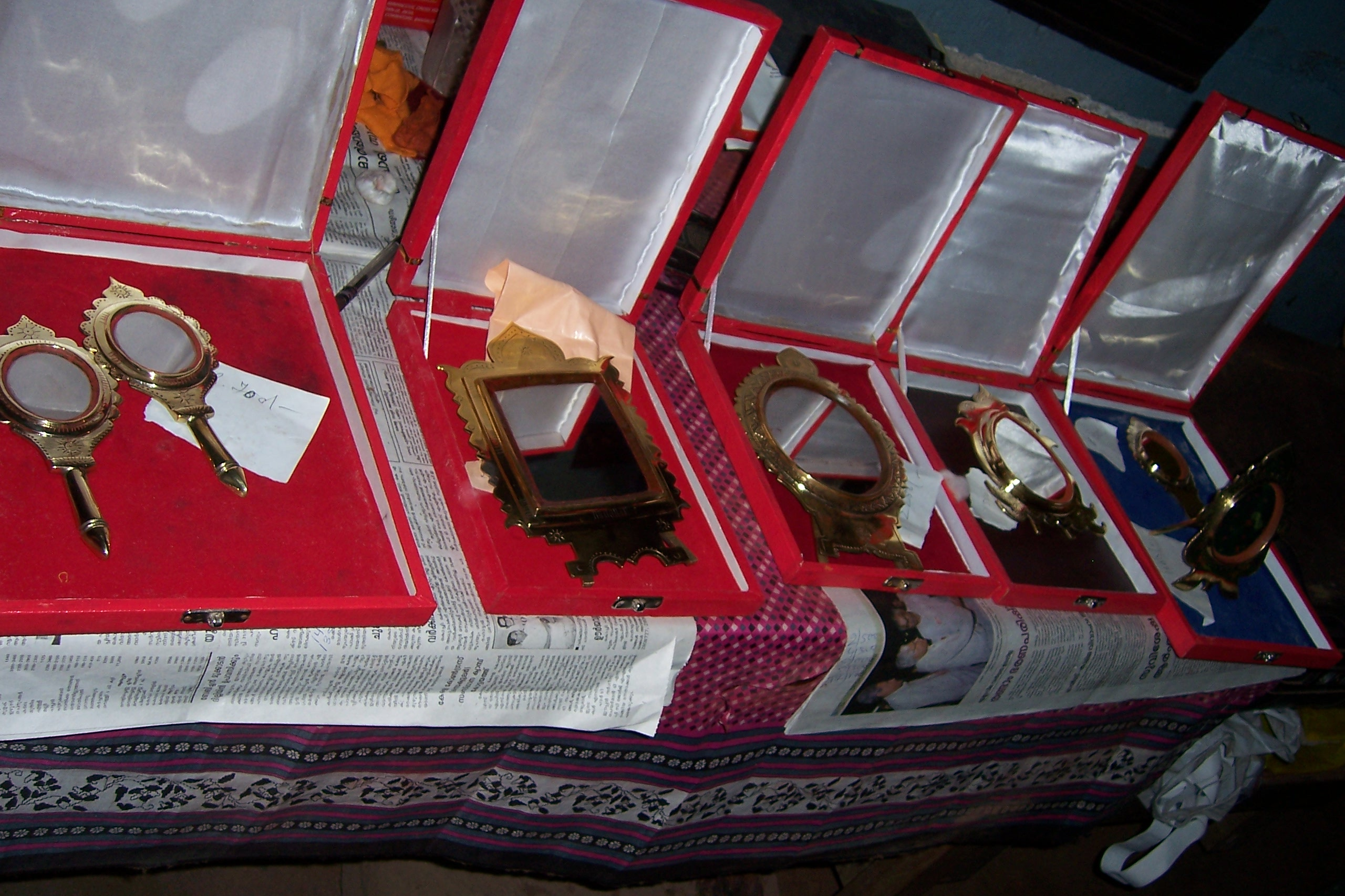
Aranmula Kannadi (espejo).

Un Aranmula kannadi (en malabar: ആറന്മുളക്കണ്ണാടി, que significa el espejo Aranmula) es un espejo de mano fabricado con una aleación de metal, en la villa de Aranmula, en el estado de Kerala, India. A diferencia de los espejos de vidrio 'plateados', la superficie reflectante es un trozo de una aleación metálica sólida bruñida, lo que elimina las reflexiones secundarias y aberraciones de los espejos de vidrio (especialmente los antiguos).  Se desconoce en forma precisa cuales son los metales que componen la aleación, esta información es mantenida en secreto por la familia fabricante; sin embargo los metalurgistas sugieren que la aleación es una mezcla de cobre y estaño. La superficie reflejante se obtiene mediante un proceso de pulido que dura varios días.
Estos espejos de metal únicos en su tipo son producto de las ricas tradiciones culturales y metalúrgicas de Kerala, y tienen un importante valor histórico y cultural. Los mismos son fabricados por una sola familia en Aranmula, los orígenes del Aranmula kannadi se encuentran ligado al templo Parthasarathy de Aranmula.  Según una leyenda ocho familias de expertos en artesanías y artes fueron llevados hace varios siglos a Aranmula por el jefe real desde el distrito de Tirunelveli para trabajar en el templo Parthasarathy en la fabricación de espejos.